# ザ・ビッグコール 史上最強の詐欺師たち
『ザ・ビッグコール 史上最強の詐欺師たち』（ザ・ビッグコール しじょうさいきょうのさぎしたち、原題：猜猜我是誰（巨額來電）、英題：The Big Call）は、2017年の中国・香港合作映画。タイに活動拠点を置く中国の振り込め詐欺グループを、中国当局の特殊捜査班が追うクライムサスペンス映画。
日本では劇場未公開で、2018年にWOWOWで『ザ・ビッグ・コール 史上最強の詐欺師たち』の邦題で放送された後、2019年4月2日に『ザ・ビッグコール 史上最強の詐欺師たち』の邦題でDVD化された。

## キャスト
- ディン・シャオティアン：チェニー・チェン
- リン・アーハイ：ジョセフ・チャン
- リウ・ファン：グイ・ルンメイ
- シャオトゥ：ジァン・モンジェ

## スタッフ
- 監督・脚本・編集：オキサイド・パン
- 脚本：リウ・フア
- 撮影：チャン・ワイリン
- SFX・VFX・特撮：パク・スンジン
- 製作：アルヴィン・ラム